# Barbarino Motor Car Corporation
Barbarino Motor Car Corporation war ein US-amerikanischer Hersteller von Automobilen.

## Salvatore Barbarino
Der italienischstämmige Salvatore Barbarino (1886–1960) war ein bekannter Rennfahrer. Im Frontenac-Rennteam 
von Louis und Gaston Chevrolet, dem diese als Fahrer neben Joe Boyer (1890–1924) und Ralph Mulford (1884–1973) angehörten, war Barbarino ein Ersatzfahrer und Bordmechaniker. Bei den 500 Meilen von Indianapolis 1919 fuhr er kurze Zeit für Louis Chevrolet; 1920 teilte er mit diesem den Rennwagen Monroe Special bis zum Ausscheiden nach einem technischen Defekt in der 94. Runde.

## Unternehmensgeschichte
Nach seiner Zeit als Rennfahrer konstruierte er einen leichten und sportlichen Personenwagen. Zu dessen Vermarktung gründete er mit Partnern 1923 die Advance Motors Corporation mit Sitz in Stamford, welche Werkzeuge und Maschinen des insolventen Automobilherstellers Richelieu übernahm. Es kam zu Differenzen unter den Partnern und juristischen Problemen; schließlich zog sich Barbarino zurück und das Unternehmen wurde ohne ihn als Barbarino Motor Car Corporation mit Sitz in Port Jefferson im US-Bundesstaat New York neu organisiert. Als eigentlicher Produktionsstandort wird Brooklyn genannt.
Die offizielle Präsentation fand im Januar 1925 im New Yorker Hotel Commodore statt, einem dank der riesigen Lobby beliebten Ort für solche Anlässe. So waren hier 1920 der Duesenberg Model A, 1921 der Ace und 1924 der erste Chrysler vorgestellt worden. 
Die Produktion von Automobilen, die als Barbarino vermarktet wurden, begann erst Anfang 1925. Weniger als zehn Fahrzeuge wurden bis zur erneuten und endgültigen Insolvenz 1925 hergestellt.

## Fahrzeuge
Nach eigenen Angaben investierte Barbarino sechs Jahre in die Entwicklung der Fahrzeuge. Ein Vierzylindermotor trieb sie an. Er stammte ursprünglich von der LeRoi Company, war allerdings von Barbarino überarbeitet worden. Er hatte 2245 cm³ Hubraum und 28 PS. Das Fahrgestell hatte 279 cm Radstand. Mittels Seilzügen betätigte Vierradbremsen stellten eine Innovation dar. Die Karosserien aller Fahrzeuge, auch die der in der o. g. Präsentation in New York gezeigten, wurden bei den Chupurdy Auto Coach Works aus New York City nach Kundenwünschen angefertigt.  Überliefert sind zweisitzige Roadster, viersitzige Tourenwagen und Limousinen sowie ein Town Car.
Ein siebensitziger Tourenwagen mit einem 90 PS starken Achtzylinder-Reihenmotor war ebenfalls geplant.